# Musée municipal de Littérature de Kobe

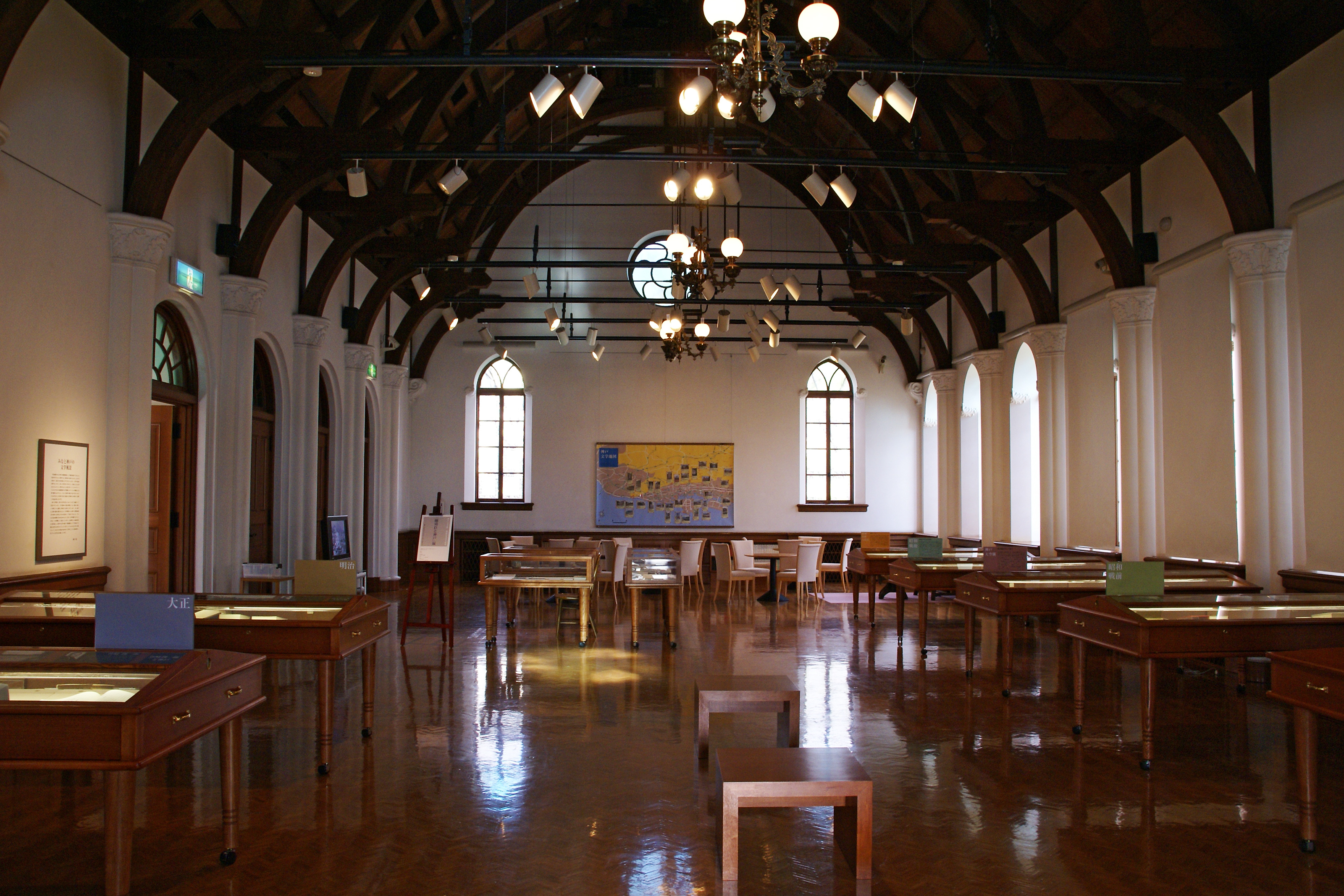
Intérieur du musée (intérieur de la chapelle)

Le musée municipal de Littérature de Kobe (神戸文学館) est consacré à la scène littéraire de Kobe, préfecture de Hyōgo au Japon, durant les ères Meiji, Taishō, Shōwa et Heisei. Le musée ouvre ses portes en 2006 dans l'ancienne chapelle Branch Memorial de l'université Kwansei Gakuin, bâtiment datant de l'ère Meiji en grande partie financée par la branche John Kerr de la Branch House (en), un héritier et financier de Richmond,.